# Sołniecznyj (Kraj Krasnojarski)
Sołniecznyj – osiedle typu miejskiego w Rosji, w Kraju Krasnojarskim. W 2010 roku liczyło 10 384 mieszkańców.